# Яньбянь-Корейська автономна префектура
42°53′38″ пн. ш. 129°30′17″ сх. д. / 42.89393° пн. ш. 129.50465° сх. д.
Яньбянь-Корейська автономна префектура (кит. 延边朝鲜族自治州, пін. Yánbiān Cháoxiǎnzú Zìzhìzhōu, кор. 연변 조선족 자치주) — адміністративна одиниця другого рівня у складі провінції Цзілінь, КНР. Центр префектури — Яньцзі.
Префектура межує із РФ (Приморський край) та КНДР (провінції Янган, Північна Хамгьон та Расон) на сході і півдні відповідно.

## Адміністративний поділ
Префектура поділяється на 6 міст та 2 повіти:
| Карта                                                     | Карта    | Карта      | Карта                           | Карта            |
| --------------------------------------------------------- | -------- | ---------- | ------------------------------- | ---------------- |
| Дуньхуа Аньту Хелун Лунцзін Яньцзі Ванцін Тумень Хуньчунь |          |            |                                 |                  |
| Статус                                                    | Назва    | Китайською | Корейською китаїзований хангиль | Населення (2020) |
| Місто                                                     | Яньцзі   | 延吉市     | 연길시                          | 686 136          |
| Місто                                                     | Дуньхуа  | 敦化市     | 돈화시                          | 392 486          |
| Місто                                                     | Лунцзін  | 龙井市     | 룡정시                          | 129 286          |
| Місто                                                     | Тумень   | 图们市     | 도문시                          | 85 248           |
| Місто                                                     | Хелун    | 和龙市     | 화룡시                          | 117 087          |
| Місто                                                     | Хуньчунь | 珲春市     | 훈춘시                          | 239 359          |
| Повіт                                                     | Аньту    | 安图县     | 안도현                          | 164 951          |
| Повіт                                                     | Ванцін   | 汪清县     | 왕청현                          | 167 911          |